# Chelsea (Iowa)
Chelsea – miasto w Stanach Zjednoczonych, w stanie Iowa, w hrabstwie Tama.

## Demografia
Zgodnie ze spisem statystycznym z 2000, miasto liczyło 287 mieszkańców. W 2023 liczba mieszkańców spadła do 220 osób, a gęstość zaludnienia poniżej 85 osób/km².